# Râul Făgețel, Olt
Râul Făgețel este un afluent al râului Păușa. 